# Euryphalara barnardi
Euryphalara barnardi är en tvåvingeart som först beskrevs av Mario Bezzi 1924.  Euryphalara barnardi ingår i släktet Euryphalara och familjen borrflugor. Inga underarter finns listade i Catalogue of Life.